# Bob John Hassan Koroma
Bob John Hassan Koroma (ur. 17 listopada 1971 w Kamabai) – sierraleoński duchowny rzymskokatolicki, biskup Makeni od 2023.

## Życiorys
Święcenia kapłańskie przyjął 25 kwietnia 1999 i został inkardynowany do diecezji Makeni. Był m.in. wykładowcą i dziekanem ds. studiów w seminarium w Freetown, wikariuszem generalnym diecezji oraz administratorem katedry.
11 lutego 2023 papież Franciszek mianował go biskupem ordynariuszem diecezji Makeni. Sakry udzielił mu 13 maja 2023 nuncjusz apostolski w Sierra Leone – arcybiskup Walter Erbì.